# جان مک‌گوایر
جان مک‌گوایر (انگلیسی: John McGuire؛ زادهٔ ۲۷ ژوئن ۱۹۴۲) آهنگساز، نوازنده پیانو، نوازندهٔ ارگ، ترتیب‌سنج و تدوین‌کنندهٔ موسیقی اهل ایالات متحده آمریکا است. او یک موسیقی‌دان پست مینیمالیست محسوب می‌شود.
او دانش‌آموختهٔ کالج اکسیدنتال بود و بعدها از شاگردان کریستف پندرسکی و کارل هاینز اشتوکهاوزن شد.